# Brucker Schnellstraße
Die Brucker Schnellstraße S35 ist eine Schnellstraße in der Steiermark in Österreich. Sie führt entlang dem Tal der Mur vom Knoten Bruck an der Mur mit der Semmering Schnellstraße S6 zum Knoten Peggau–Deutschfeistritz, wo sie in die Pyhrn Autobahn A9 mündet. Ihre Gesamtlänge beträgt rund 36,2 Kilometer.
Die Straße verbindet den obersteirischen Raum der Mur/Mürz-Furche mit dem Verkehrsknotenpunkt Graz und weist daher ein vergleichsweise hohes Verkehrsaufkommen auf. Der durchschnittliche tägliche Verkehr liegt bei rund 20.000 Fahrzeugen. Es liegen durchgehend zwei Fahrspuren je Fahrtrichtung sowie eine bauliche Mitteltrennung vor. Die Geschwindigkeitsbegrenzungen liegen zwischen 100 und 130 km/h, in Tunneln zwischen 80 und 100 km/h. Die S35 steht straßenverkehrsrechtlich im Rang einer Autostraße und ist vignetten- bzw. mautpflichtig. Der Betrieb und die Instandhaltung erfolgt durch die staatliche Autobahnbetreibergesellschaft ASFINAG.

## Geschichte
Mit der Freigabe des letzten Streckenabschnitts im Mai 2010 ist die S35 zur Gänze fertiggestellt. Der Bau zog sich für die relativ kurze Streckenlänge lange hin. Einige Streckenabschnitte wurden schon in den 1970er Jahren eröffnet; einzelne Bauwerke wie die Brücke Frohnleiten wurden bereits in den 1950er Jahren errichtet, was dazu führte, dass bereits wenige Jahre nach der vollständigen Verkehrsfreigabe umfangreiche Sanierungsarbeiten und Neubauten erforderlich wurden.
| Eröffnung  | Streckenabschnitt                        | Länge    |
| ---------- | ---------------------------------------- | -------- |
| 29.09.1972 | Knoten Bruck/Mur – Stausee               | 4,155 km |
| 30.06.1975 | HASt Frohnleiten Nord – ASt Peggau       | 1,920 km |
| 09.12.1977 | ASt Laufnitzdorf – HASt Frohnleiten Nord | 4,721 km |
| 21.06.1979 | ASt Röthelstein – ASt Laufnitzdorf       | 2,559 km |
| 18.11.1981 | ASt Peggau – Peggau                      | 1,920 km |
| 05.12.1986 | Peggau – Knoten Peggau-Deutschfeistritz  | 3,875 km |
| 24.07.2006 | ASt Mautstatt – ASt Röthelstein          | 5,310 km |
| 29.05.2010 | Zlatten – Mixnitz                        | 6,364 km |

## Ausbau
Der Süd-Abschnitt des Bauvorhabens zwischen Mautstatt und Röthelstein wurde am 24. Juli 2006 für den Verkehr freigegeben. Er beinhaltet in Fahrtrichtung Graz den 725 Meter langen einröhrigen Tunnel Mixnitz.
Der Nord-Abschnitt zwischen Stausee Zlatten und Mautstatt mit seinen zwei doppelröhrigen Tunneln wurde seit 2005 ausgebaut. Da man beim Kalottenvortrieb des Tunnels Kirchdorf auf asbesthaltiges Gestein (Serpentinit) gestoßen ist, verzögerte sich die Bauzeit um fast ein Jahr.
Das letzte Teilstück im Bereich der Gemeinde Pernegg an der Mur wurde am 29. Mai 2010 für den Verkehr freigegeben.
Die Kosten für die beiden Bauabschnitte betrugen laut ASFINAG etwa 260 Mio. Euro. Alle Tunnel wurden nach der Neuen Österreichischen Tunnelbauweise (NÖT) aufgefahren.
Die S35 hat im gesamten Verlauf Autobahnquerschnitt, wurde jedoch aufgrund der zu engen Kurvenradien nur als Autostraße im Sinne der Straßenverkehrsordnung beschildert. Allerdings wird auf einigen Abschnitten zwischen Röthelstein und Peggau die erlaubte Höchstgeschwindigkeit durch ausdrückliche Verkehrszeichen auf 130 km/h angehoben (für eine Schnellstraße wäre 100 km/h erlaubt).
Während der Bauarbeiten trat eine neue Richtlinie in Kraft, nach welcher der Kaltenbachtunnel einen zu geringen Kurvenradius aufweist, um mit 100 km/h befahren werden zu dürfen. Daher gilt im Tunnel eine Beschränkung auf 80 km/h. Nach Einbau von Regen-/Nässesensoren wurde vom Verkehrsministerium eine Bewilligung erteilt, aufgrund derer bei guten Straßenverhältnissen das Limit auf 100 km/h angehoben wird.
Nach dem Lückenschluss der S35 steht neben der Süd Autobahn eine zweite auf Autobahnniveau ausgebaute Strecke (über S6 – S35 – A9) von Wien nach Graz zur Verfügung. Außerdem bietet die Strecke S6 – S35 eine Alternative zum sondermautpflichtigen Gleinalmtunnel im Zuge der A9. Mit dem Abschluss der Bauarbeiten wurde rund um die Knotenbereiche Graz West, Bruck, St. Michael und Peggau-Deutschfeistritz die neue Wechselwegweisung Steiermark in Betrieb genommen. Damit können Verkehrsteilnehmer im Fall von Streckensperren über Wegweiser und elektronischen Anzeigetafeln großräumig umgeleitet werden und sich so einen Stau auf ihrer Strecke ersparen.

## Brückeneinsturz von Frohnleiten
Am 21. Februar 2015 stürzte in Frohnleiten die im Bau befindliche Brücke über die Mur und Südbahn mit der Richtungsfahrbahn Graz ein. Die Brücke wurde gerade neu gebaut, da ihr Vorgängerbau schon 1953 errichtet worden und mittlerweile stark veraltet und sanierungsbedürftig war. Auf einer Länge von 100 m stürzten 800 t Brückenteile herab, auch die Gleise der Südbahn wurden verschüttet. Eine Minute vor dem Einsturz hatte noch ein Zug der ÖBB die Stelle passiert. Auslöser des Einsturzes war das Lehrgerüst, welches das frisch betonierte Tragwerk abstützen sollte, aber unter der Last zusammengebrochen ist. Die S35, die in der Nähe befindliche B64 sowie die Südbahn wurden komplett gesperrt. Da die Brücke nebenan mit der anderen Richtungsfahrbahn kaum beschädigt wurde, konnte der Verkehr auf der S35, wie gehabt mit Gegenverkehrsbereich, nach wenigen Tagen wieder freigegeben werden. Kfz-Fahrer, die die Alternativroute Gleinalmtunnel nahmen, mussten die Tunnelmaut bezahlen. Die Bahnstrecke musste aufgrund der starken Schäden aber länger gesperrt bleiben, was zu starken Behinderungen im regionalen und überregionalen Personen- und Güterverkehr führte. Nach dem Einsturz mussten aus Sicherheitsgründen etwa 20 Anrainer aus ihren Häusern evakuiert werden, da der Einsturz eines Baukrans befürchtet wurde. Da am Samstagnachmittag an der Brücke nicht mehr gearbeitet wurde, kamen bei dem Einsturz keine Menschen zu Schaden. Durch die Beschädigung der Oberleitung wurde der Streckendefekt prompt von der Bahn bemerkt. Um es Speditionen zu erleichtern trotz Unterbrechung der Bahnrelation Bruck an der Mur–Graz (Güter, RoRo, Personen) Liefertermine einzuhalten, wurde das Lkw-Wochenendfahrverbot von der Stmk. Landesregierung auf Betreiben der Wirtschaftskammer vorübergehend gelockert. Auf elektronische Ansuchen wurden Genehmigungen erteilt.